# Paul Aeby
Pour les articles homonymes, voir Aeby.
Paul Aeby (né le 21 septembre 1913 à Fribourg (Suisse) et mort à une date inconnue) était un joueur de football international suisse, qui évoluait au poste d'attaquant.
Son frère jumeau, Georges Aeby, fut également un footballeur international.

## Biographie

### Joueur
En club, Paul joue durant sa carrière dans le club du championnat suisse du BSC Young Boys, équipe de la capitale suisse, Berne.

### International
En équipe nationale, il joue avec l'équipe de Suisse. En compétition internationale, il participe notamment à la coupe du monde 1938 en France, où la sélection parvient jusqu'en quart-de-finale.